# Paprika (krydderi)
 For alternative betydninger, se Paprika. (Se også artikler, som begynder med Paprika)
Paprika er et krydderi, der er lavet af knuste tørrede frugter af bestemte sorter af planten Capsicum annuum (spansk peber), den samme plante som dyrkes som peberfrugt og krydderiet chili. Paprika bruges i mange forskellige madretter.
Krydderiet bruges traditionelt i flere mellemeuropæiske lande, men det forbindes dog især med Ungarn.
I Danmark forhandles traditionelt to hovedtyper af krydderiet, nemlig sød paprika (til tider kaldet "Edelsüss") og rosenpaprika, der er stærkere. Hvis en dansk opskrift blot angiver paprika, vil det som oftest være den søde variant der menes.[kilde mangler]